# Янгсвилл (Луизиана)
Янгсвилл (англ. Youngsville) —  город в приходе Лафейетт в штате Луизиана в Соединённых Штатах Америки.
Согласно проведённой в 2020 году переписи населения США, число жителей города составляло 15 929 человек; это двадцатый в штате город по численности населения.

## История
Первое постоянное поселение на месте, где находится нынешний Янгсвилл, было основано в начале XIX века французскими фермерами-акадианцами. К 1839 году Джордж Рой и его сын Дезире освоили эти земли и назвали общину «Рейвилл». К 1859 году поселение достаточно разрослось, чтобы основать одну из старейших католических церквей в приходе Лафейетт: церковь Святой Анны на улице Черч-стрит.

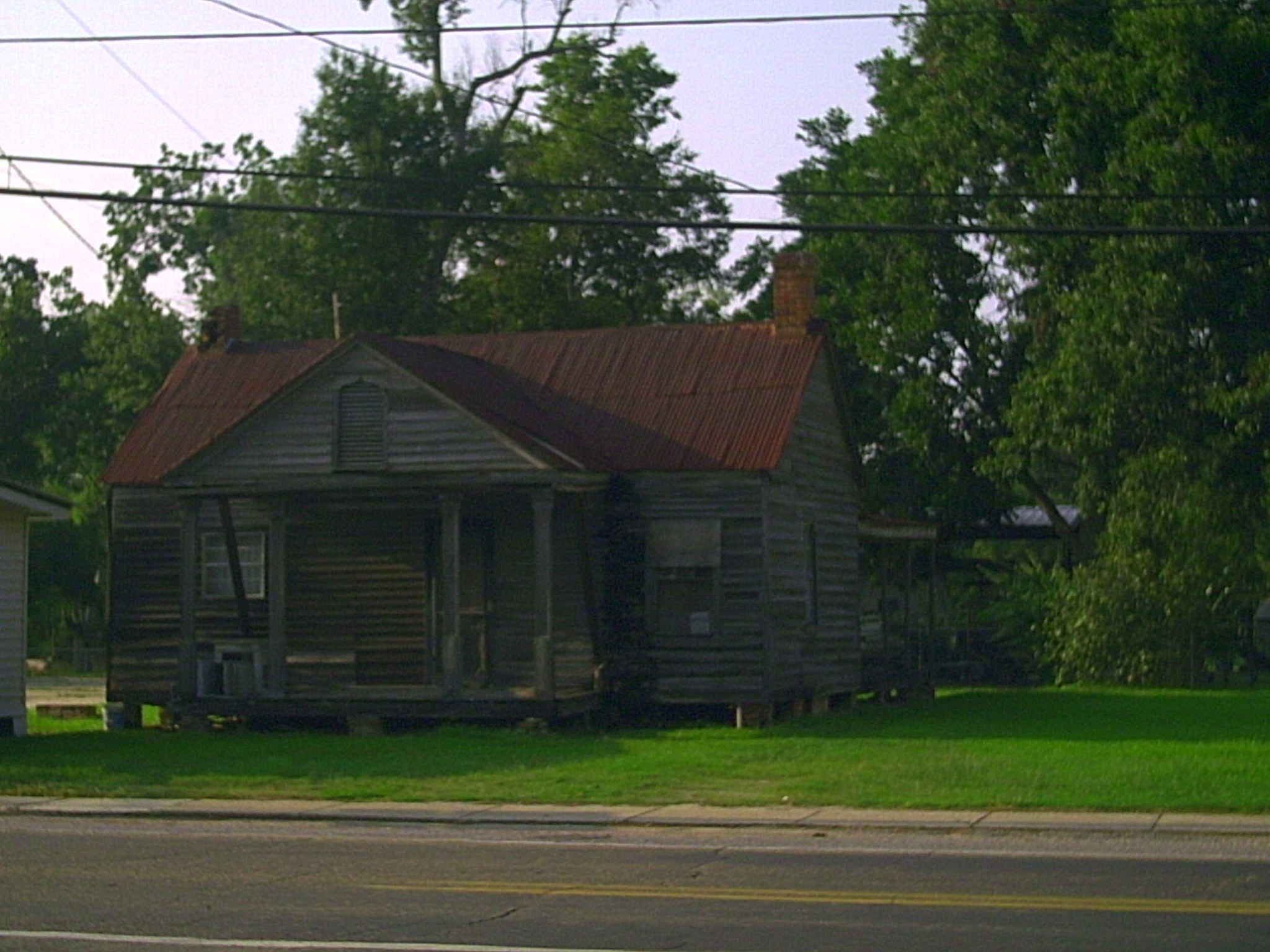
Старейшая церковь Янгсвилла

В 1908 году Почтовая служба США попросила руководителей деревни изменить название, поскольку её часто путали с городом Рейвилл на севере Луизианы. Поэтому в 1908 году деревня Youngsville была включена в реестр, а её название буквально означало «молодая деревня». Жители выбрали руководство в составе мэра и трех олдерменов.
20 января 1983 года губернатор Луизианы Дэвид С. Трин официально объявил Янгсвилл городом. Получив новый статус город увеличил свой руководящий орган до мэра и пяти олдерменов. Янгсвилл был самым быстрорастущим городом в Луизиане с 1990 по 2005 год. Его население за это время увеличилось более чем на 300 процентов.
В 2016 году в городе Янгсвилле открылась новая средняя школа Саутсайд.

## География
Город Янгсвилл граничит на севере с Лафейеттом, приходским центром, и на востоке с городом Бруссард.
По данным Бюро переписи населения США, общая площадь Янгсвилля составляет 12,07 квадратных миль (31,26 км2), всё это суша.